# Zhao Tailong
Zhao Tailong (赵泰隆S, Zhào TàilóngP; Jilin, 4 gennaio 1990) è un ex cestista cinese.

## Carriera
Con la Cina ha disputato i Campionati asiatici del 2015.